# Crosby (Minnesota)
Crosby ist eine Kleinstadt (mit dem Status „City“) im Crow Wing County im nördlichen Zentrum des US-amerikanischen Bundesstaates Minnesota. Das U.S. Census Bureau hat bei der Volkszählung 2020 eine Einwohnerzahl von 2.360 ermittelt.

## Geografie
Crosby liegt wenige Kilometer östlich und südlich des oberen Mississippi auf 46°28′56″ nördlicher Breite und 93°57′28″ westlicher Länge. Der Ort erstreckt sich über 9,66 km², die sich auf 7,95 km² Land- und 1,71 km² Wasserfläche verteilen.
Benachbarte Orte von Crosby sind Ironton (an der südwestlichen Stadtgrenze), Cuyuna (5,7 km nordöstlich) und Deerwood (6,4 km östlich).
Die nächstgelegenen größeren Städte sind Minneapolis (200 km südsüdöstlich), Minnesotas Hauptstadt Saint Paul (214 km in der gleichen Richtung), Eau Claire in Wisconsin (343 km südöstlich), Duluth am Oberen See (160 km ostnordöstlich) und Fargo in North Dakota (246 km westlich).
Die Grenze zu Kanada befindet sich 255 km nördlich.

## Verkehr
In Crosby treffen die Minnesota State Routes 6 und 210 zusammen. Alle weiteren Straßen sind untergeordnete Landstraßen, teils unbefestigte Fahrwege sowie innerörtliche Verbindungsstraßen.
Mit dem Brainerd Lakes Regional Airport befindet sich 17,5 km südwestlich von Crosby ein kleiner Regionalflughafen. Der nächste Großflughafen ist der 223 km südsüdöstlich gelegene Minneapolis-Saint Paul International Airport.

## Demografische Daten
Nach der Volkszählung im Jahr 2010 lebten in Crosby 2386 Menschen in 1065 Haushalten. Die Bevölkerungsdichte betrug 300,1 Einwohner pro Quadratkilometer. In den 1065 Haushalten lebten statistisch je 2,13 Personen.
Ethnisch betrachtet setzte sich die Bevölkerung zusammen aus 96,3 Prozent Weißen, 0,4 Prozent Afroamerikanern, 1,1 Prozent amerikanischen Ureinwohnern, 0,6 Prozent Asiaten sowie 0,1 Prozent (zwei Personen) aus anderen ethnischen Gruppen; 1,5 Prozent stammten von zwei oder mehr Ethnien ab. Unabhängig von der ethnischen Zugehörigkeit waren 1,3 Prozent der Bevölkerung spanischer oder lateinamerikanischer Abstammung.
23,3 Prozent der Bevölkerung waren unter 18 Jahre alt, 52,5 Prozent waren zwischen 18 und 64 und 24,2 Prozent waren 65 Jahre oder älter. 53,3 Prozent der Bevölkerung war weiblich.
Das mittlere jährliche Einkommen eines Haushalts lag bei 27.044 USD. Das Pro-Kopf-Einkommen betrug 20.834 USD. 19,1 Prozent der Einwohner lebten unterhalb der Armutsgrenze.

## Bekannte Bewohner
- Robert A. Good (1922–2003) – Mediziner, Pionier der Knochenmarktransplantation